# Monkhead
Monkhead är ett berg i Kanada.   Det ligger i provinsen Alberta, i den centrala delen av landet, 3 100 km väster om huvudstaden Ottawa. Toppen på Monkhead är 2 798 meter över havet.
Terrängen runt Monkhead är bergig åt nordväst, men åt sydost är den kuperad. Trakten runt Monkhead är nära nog obefolkad, med mindre än två invånare per kvadratkilometer.. Det finns inga samhällen i närheten. 
Trakten runt Monkhead består i huvudsak av gräsmarker.